# Aldehid feredoksin oksidoreduktaza
Aldehid feredoksin oksidoreduktaza (EC 1.2.7.5, AOR) je enzim sa sistematskim imenom aldehid:feredoksin oksidoreduktaza. Ovaj enzim katalizuje sledeću hemijsku reakciju
aldehid +H2O + 2 oksidovani feredoksin {\displaystyle \rightleftharpoons } karboksilat + 2 H+ + 2 redukovani feredoksin
Ovaj enzim je senzitivan na kiseonik. On sadrži volfram-molibdopterin i gvožđe-sumporne klastere. Ovaj enzim katalizuje oksidaciju aldehida (uključujući krotonaldehid, acetaldehid, formaldehid i gliceraldehid) do njihovih korespondirajućih kiselina. On ne oksiduje gliceraldehid 3-fosfat, cf. EC 1.2.7.6, gliceraldehid-3-fosfat dehidrogenaza (feredoksin). Ovaj enzim može da koristi feredoksin ili metil viologen, ali ne NAD(P)+ kao elektronski akceptor.

## Literatura
- Nicholas C. Price; Lewis Stevens (1999). Fundamentals of Enzymology: The Cell and Molecular Biology of Catalytic Proteins (Third изд.). USA: Oxford University Press. ISBN 019850229X.
- Eric J. Toone (2006). Advances in Enzymology and Related Areas of Molecular Biology, Protein Evolution (Volume 75 изд.). Wiley-Interscience. ISBN 0471205036.
- Branden C; Tooze J. Introduction to Protein Structure. New York, NY: Garland Publishing. ISBN 0-8153-2305-0.
- Irwin H. Segel. Enzyme Kinetics: Behavior and Analysis of Rapid Equilibrium and Steady-State Enzyme Systems (Book 44 изд.). Wiley Classics Library. ISBN 0471303097.
- William P. Jencks (1987). Catalysis in Chemistry and Enzymology. Dover Publications. ISBN 0486654605.

## Spoljašnje veze
- Aldehyde+ferredoxin+oxidoreductase на 